# Jacta est alea
Jacta est alea er den danske version af det latinske Alea jacta est, der betyder terningen er kastet. Udtrykket stammer fra Suetons Cæsar-biografi kap. 32. 
Der er flere udlægninger af udtrykket: Iacta alea est, Jacta alea esto, Alea iacta est, Alea jacta est, Jacta alea esto Rubiconem transivimus.
Betydningen er i overført betydning, at 'den endelige afgørelse er truffet'. 
Udtalelsen tillægges Julius Cæsar. Ifølge historikeren Plutarch citerede Cæsar den græske komedieskriver Menander: Ἀνερρίφθω κύβος (anerriphtho kybos).
Cæsar, der var prokonsul i Gallien, havde ikke ret til at overskride provinsens grænse mod Italien. Men i år 49 f.Kr. besluttede han sig dertil, og da han gik over Rubicon, grænsefloden mellem Gallia Cisalpina og Italien, brugte han ordene.
Udtrykket kommer fra et terningspil, og talemåden har formodentlig være brugt i forbindelse med dette spil.[kilde mangler]

## Elverhøj
I det danske skuespil Elverhøj af Johan Ludvig Heiberg (fra 1828) går kong Christian 4. gå over Tryggevælde Å, hvorved han overskrider grænsen til Stevns Herred, hvor Elverkongen ifølge folketroen har sit rige og ikke tåler andre konger. 
Derfor siger kongen:
Vel er jeg ikke Cæsar, og disse bølger ikke Rubicon, men dog jeg siger: Jacta est alea.